# Mahajanga
Mahajanga (za francouzské nadvlády Majunga) je město na Madagaskaru. Nachází se na severozápadním pobřeží ostrova nedaleko ústí řeky Betsiboka do zátoky Bombetoka a je administrativním centrem regionu Boeny. Má rozlohu 51 km² a přibližně 155 000 obyvatel (páté největší město v zemi). Kromě Sakalavů zde žijí také muslimští komorští a indičtí přistěhovalci.
Mahajanga je oblíbenou turistickou destinací díky teplému suchému podnebí a množství pláží. Má po Toamasině druhý největší přístav Madagaskaru. Nachází se zde také mezinárodní letiště Amborovy. Město je centrem obchodu s rybami, rýží, cukrovou třtinou, tabákem, bavlnou a rafiovým vláknem, hlavními průmyslovými odvětvími jsou výroba cementu a mýdla. Sídlí zde vysoká škola Université de Mahajanga.
Na přímořské promenádě se nachází baobab, který je označován za nejstarší na Madagaskaru.